# Greenleaf (Wisconsin)
Greenleaf es un lugar designado por el censo ubicado en el condado de Brown en el estado estadounidense de Wisconsin. En el Censo de 2010 tenía una población de 607 habitantes y una densidad poblacional de 224,92 personas por km².

## Geografía
Greenleaf se encuentra ubicado en las coordenadas 44°19′1″N 88°5′49″O / 44.31694, -88.09694. Según la Oficina del Censo de los Estados Unidos, Greenleaf tiene una superficie total de 2.7 km², de la cual 2.7 km² corresponden a tierra firme y (0 %) 0 km² es agua.

## Demografía
Según el censo de 2010, había 607 personas residiendo en Greenleaf. La densidad de población era de 224,92 hab./km². De los 607 habitantes, Greenleaf estaba compuesto por el 87.31 % blancos, el 0.49 % eran afroamericanos, el 1.15 % eran amerindios, el 0.33 % eran asiáticos, el 0 % eran isleños del Pacífico, el 10.05 % eran de otras razas y el 0.66 % pertenecían a dos o más razas. Del total de la población el 11.37 % eran hispanos o latinos de cualquier raza.